# Gle Jangue
Gle Jangue är en kulle i Indonesien.   Den ligger i provinsen Aceh, i den västra delen av landet, 1 800 km nordväst om huvudstaden Jakarta. Toppen på Gle Jangue är 15 meter över havet.
Terrängen runt Gle Jangue är platt söderut, men åt nordost är den kuperad. Havet är nära Gle Jangue åt sydväst.Runt Gle Jangue är det ganska glesbefolkat, med 43 invånare per kvadratkilometer.